# Asteï
 (mars 2025).
Si vous disposez d'ouvrages ou d'articles de référence ou si vous connaissez des sites web de qualité traitant du thème abordé ici, merci de compléter l'article en donnant les références utiles à sa vérifiabilité et en les liant à la section « Notes et références ».
 (septembre 2024).
Asteï (en ukrainien : Астей, en hongrois : Asztély) est un village (selo) du raïon (district) de Berehove de l'oblast de Transcarpatie, dans l'ouest de l'Ukraine. Il est situé à 5 km du chef-lieu du raïon et est situé sur l'autoroute M24. À proximité immédiate du village se trouve le poste frontière de Loujanka, près de la frontière avec la Hongrie.

## Histoire
Asteï mentionné pour la première fois en 1359 dans un document des archives de Kállay sous le nom d' Aztei.
Asteï étant situé dans la plaine inondable de la Tisza, un peuplement important n'a pas pu s'y développer pendant un certain temps. Le village est mentionné pour la première fois en 1378 comme propriété de la famille Macsolai. Aux xive et xve siècles, elle fait partie du domaine des familles Búlcsui, Lónya, Lipóczi, Újhelyi, Tarnóczi, Mathuznai, Perényi et Telekdi.
Pendant la Réforme, le village se convertit au protestantisme. Jusqu'en 1708, le village dépend de la paroisse de Beregsurány, puis il devint une paroisse indépendante. En 1763 , la congrégation rénove l'ancienne église en bois, puis construit en 1829 une nouvelle église en pierre.
Jusqu'au traité de Trianon, il appartient au district de Tiszahát du comté de Bereg, puis il est transféré à la Tchécoslovaquie. Avec le premier arbitrage de Vienne, il refait partie de la Hongrie entre 1938 et 1944, puis il est rattaché à l'Union soviétique.
Sous Staline, 43 personnes, soit environ 10 % de la population du village, sont déportés.[réf. nécessaire]
En 1958 , le village est annexé à Mochola. Puis, en 1988, il reçoit un poste frontière, considéré comme le premier investissement majeur dans l'histoire soviétique du village. Après l'indépendance de l'Ukraine en 1991, la population hongroise qui se rendait à Berehove se retrouve soudainement emploi, ce qui entraîne un début d'émigration vers l'intérieur de l'Ukraine et de la Hongrie.
En 2003, le village devient indépendant et sa population se stabilise.

## Population
La majeure partie de la population est d'ethnie hongroise et de religion réformée. La majorité des habitants recherchent du travail ailleurs, principalement à Berehove ou en Hongrie.